# Marianne Gruber
Marianne Gruber (* 4. Juni 1944 in Wien als Marianne Wurzinger) ist eine österreichische Schriftstellerin.

## Leben
Ihre Kindheit verbrachte sie im Burgenland. Ihre Bezugsperson war ihr kroatischer Großvater. Sie besuchte das humanistische Mariahilfer Gymnasium. Danach studierte sie mehrere Semester Medizin und zwei Semester Psychologie bei Viktor Frankl. Marianne Gruber absolvierte ein Klavierstudium am Konservatorium der Stadt Wien bei Karger.
Sie verfasste Prosa, Lyrik, Essays, Beiträge für den Hörfunk und Beiträge für zahlreiche Anthologien, wofür sie mit mehreren Literaturpreisen ausgezeichnet wurde. Zahlreiche Vortragsreisen führten sie durch Europa und Übersee.
Seit 1980 ist sie als freie Schriftstellerin sowie als Moderatorin des Club 2 im ORF tätig. Von 1991 bis 1994 war sie Leiterin des Literaturkreises Podium und von 1992 bis 1995 Herausgeberin der Zeitschrift Podium. Von 1994 bis 2016 amtierte sie als Präsidentin der Österreichischen Gesellschaft für Literatur. Daneben war Gruber von 1980 bis 1988 Mitglied der Grazer Autorenversammlung und ist seit 1986 Mitglied im österreichischen P.E.N.-Club. Von 2017 bis 2021 war Gruber Präsidentin des Österreichischen Schriftsteller/innenverbandes. Sie ist Vorstandsmitglied der Erika-Mitterer-Gesellschaft.
Marianne Gruber ist verwitwet, hat zwei Kinder und lebt in Wien.

## Werke
- Die gläserne Kugel. Utopischer Roman,  Graz, Wien u. Köln: Styria Verlag 1981, ISBN 3-222-11358-0. Auch erschienen bei: TB Frankf. a. M.: Suhrkamp 1984 (= Phantastische Bibliothek, Bd. 123, st 997). ISBN 3-518-37497-4.
- Protokolle der Angst. St. Pölten und Wien, Verlag NÖ Pressehaus 1983 (= Prosa aus Österreich), ISBN 3-85326-680-0.
- Zwischenstation. Roman, Wien: Edition S – Verlag der Österreichischen Staatsdruckerei 1986, ISBN 3-7046-0046-6. Auch erschienen bei: Frankf. a. M.: Suhrkamp 1988 TB (= Phantastische Bibliothek, Bd. 216) (= st 1555)
- Der Tod des Regenpfeifers. Zwei Erzählungen, Frankfurt am Main: Fischer 1991 (= Collection S. Fischer, Bd. 68) (= Fischer TB 2368), ISBN 3-596-22368-7.
- Windstille. Roman, Wien: Edition S – Verlag der Österreichischen Staatsdruckerei 1991, ISBN 3-7046-0227-2.
- Esras abenteuerliche Reise auf dem blauen Planeten. Wien: Jugend & Volk 1992,  ISBN 3-224-11458-4.
- Die Spinne und andere dunkelschwarze Geschichten. Vaduz: Edition LerchenStein 1995 (= Divertimento)
- Ins Schloss. Innsbruck: Haymon 2004, ISBN 3-85218-447-9.
- Diesseits von Eden. Magie der Worte, Band 3. Gemeinsam mit Helmuth A. Niederle. Erzählungen. Klosterneuburg: Edition Koenigstein 2007. ISBN 978-3-901495-43-4
- Ausgewählte Gedichte. Vorwort von Barbara Neuwirth. Podium Porträt Nr. 45, Wien 2009. ISBN 978-3-902054-71-5.
- Erinnerungen eines Narren. Innsbruck: Haymon 2012, ISBN 3-85218-730-3.

## Auszeichnungen
- Buchprämie des Bundesministeriums für Unterricht und Kunst 1981
- Preis des Staatssekretariates für Frauenfragen 1981
- Literaturförderungspreis des Landes Niederösterreich 1982
- Publikumspreis der Arbeiterkammer Oberösterreich 1984
- George Orwell-Preis der Stadt St. Pölten 1984
- Lyrikpreis der lit. Gesellschaft St. Pölten 1986
- Otto-Stoessl-Preis 1986
- Kurzgeschichtenpreis der lit. Gesellschaft St. Pölten 1988
- Staatsstipendium des BMUK 1990
- Jugendbuchpreis der Stadt Wien 1992
- Premio Giuseppe Acerbi, Italien 1996
- Österreichischer Würdigungspreis für Literatur 1997
- Ehrenprofessur der Universität Nischni Nowgorod 1997
- Goldenes Ehrenzeichen für Verdienste um das Land Wien 2005
- Kulturpreis des Landes Burgenland (Literatur und Publizistik) 2016[2]